# Вассаф
Шихаб ад-Дин Абдаллах ибн Фазлаллах Ширази, более известный под почётным прозвищем Вассаф аль-Хазрат или Вассаф-и хазрет («панегирист его величества») — персидский историк XIV века. Происходил из Шираза. Служил в финансовом ведомстве государства Хулагуидов, пользовался покровительством Рашид ад-Дина.

## «История Вассафа»
Весной 1300 года Вассаф приступил к составлению исторического труда, задуманного как продолжение Тарих-и джахангушай Джувейни; повествование начинается со смерти каана Мункэ. Сочинение, написанное по-персидски с арабским заголовком Китаб таджзийат аль-амсар ва тазджият аль-асар («Книга разделения областей и прохождения времён»), более известно как Тарих-и Вассаф («История Вассафа»). Первые четыре части были представлены ильхану Олджейту и Рашид ад-Дину 1 июня 1312 года и получили одобрение; пятая часть, доведённая до 723 г. х./1323 г. (по другим данным до 1328 или 1319), была закончена около 728 г. х./1328 г. Источниками для Вассафа послужили труды Джувейни, Рашид ад-Дина (в пятой части), официальные документы, собственные воспоминания и рассказы очевидцев. Содержание частей:
1. История правления великих ханов Хубилая и Тэмура; история государства Хулагуидов до 1284 г.
2. История Фарса от завоевания сельджуками до восстания луров в 1291 г.
3. Продолжение истории государства Хулагуидов до смерти Газан-хана (1304)
4. История правления Олджейту до 710 г. х./1310-1311 г.
5. Окончание правления Олджейту и правление Абу Са’ида Бахадур-хана; повествование о налоговых притеснениях в Фарсе и тяжёлом состоянии области в правление Абу Са’ида.

Труд Вассафа написан вычурным языком, изобилует аллегориями, каламбурами, арабскими и персидскими стихами и изречениями, вследствие чего пользование им для европейского читателя затруднительно; в то же время он содержит множество отсутствующих в других источниках сведений по политической и социально-экономической истории Ирана XIII — начала XIV века. По замечанию Э. Г. Брауна, «мы охотнее могли бы простить автора, если бы его труд был менее ценен как первоисточник для того периода, которому он посвящён; но в действительности он столь же важен, как неудобочитаем».
По оценке Рьё, Тарих-и Вассаф «содержит достоверный, современный событиям, обзор значительного периода, но её несомненная ценность в сильной степени уменьшается благодаря недостаткам метода его изложения и ещё более благодаря высоко искусственному характеру и утомительному многословию его стиля. К несчастью, он был взят за образец и оказал гибельное влияние на позднейшие исторические сочинения в Персии».
Полное литографированное издание труда выполнено в Бомбее в 1853 г. Первый том «Истории Вассафа» издан в Вене в 1856 году Хаммер-Пургшталем вместе с немецким переводом. На русский язык отдельные фрагменты переводились В. Г. Тизенгаузеном (Из «Истории Вассафа» // Сборник материалов, относящихся к истории Золотой Орды. — М.: Издательство АН СССР, 1941. — Т. 2. — С. 80—89. Архивировано из оригинала 25 декабря 2009 года.).